# Теплий компрес
Теплий компрес (зігрівальний компрес) — це спосіб прикладання тепла до тіла.
Джерелами тепла можуть бути: тепла вода, накладки (подушечки) для мікрохвильової печі, холодові-теплові пакети (медичні), електричні або хімічні накладки (пакети), пакети з пшеницею. Деякі неортодоксальні методи можуть включати підігріту картоплю, сирий рис і круто зварені яйця. Найпоширеніший теплий компрес — це тепла волога мочалка.
Термін теплий компрес у пострадянській медицині відсутній, його аналогом за змістом є зігрівальний компрес.

## Використання
Вважається, що теплий компрес покращує на тривалий термін кровотік, збільшує насиченість тканин киснем і допомагає контролювати запалення.
Показання до застосування: гострий, підгострий трахеїт, бронхіт, пневмонії (окрім абсцедувальних), ангіна (без нагноєння), післяін'єкційні інфільтрати, запалення периферичних нервів, гострі та хронічні запалення суглобів, забите місце (не раніше ніж через добу після травми), тромбофлебіти (за відсутності тромбоутворення), негнійний мастит, міозит, отит.
Теплі компреси є поширеною немедикаментозною терапією (фізіотерапевтична процедура), яка використовується для лікування таких речей, як спортивні травми, зубний біль, загоєння післяопераційних ран та офтальмологічні захворювання.
Якщо застосовують воду, температура води має бути:
- для дітей та людей похилого віку до 37,80С
- для дорослих працездатного віку до 490С
- для ока(очей) до 37,80С

### При проблемах з очима
Теплі компреси зазвичай використовуються для лікування деяких захворювань очей, таких як:
- сухість очей
- «рожеве око» (кон'юнктивіт)
- ячмінь або халязіон
- «опухлі» повіки (блефарит)
- м'язові спазми або певний вид болю

### При травмах м'язів або суглобів
При травмах м'язів і суглобів зазвичай чергують холодні і теплі компреси, щоб зняти запалення. Також т.к. можна поєднувати разом з нестероїдними протизапальними препаратами та кортикостероїдами.